# قلندروار
قلندروار آلبوم موسیقی از علیرضا افتخاری می‌باشد که در ۱۹ تیر ۱۳۸۶ منتشر گردید. آهنگ‌سازی این مجموعه برعهدهٔ عماد توحیدی و تنظیم آن را نیز بابک شهرکی انجام داده‌است. این آلبوم از پرفروش‌ترین آثار موسیقی ایران در سطح بین‌المللی و ایران می‌باشد.

## شرح

### هنرمندان
- خواننده: علیرضا افتخاری
- آهنگساز: عماد توحیدی
- تنظیم کننده: بابک شهرکی

#### نوازندگان
- عماد توحیدی: دف
- بابک شهرکی: نقاره، تیمپانی، تومبا، تمپو
- فؤاد توحیدی: دمام، تاس، درک، چوغرو، غوغا
- وداد توحیدی: جوغ، دپ، دهل، مثلث، زنجیرپایه
- بهنام شهرکی: دوطبله، داربوکا، کوزک، سه تاسه
- جواد عیسی پور: نقاره کرمانی، کسر، چوسر، جیرجیرا
- حامد شکیب خان: تبلا، دلکی، دهلک نال، تک تکو
- محمد میرکریمی: دسرکوتن، دهلک، کترا، دره
- حسن شعبانی: طبل سرنواز، سنجک، کاسوره، چورگیر
- امین رمضانی: پی‌په، دقک، توسلیک، دم‌پی
- آزاده نوروزی: ماراکاس، خلخال، طبل، شرینگ
- بنفشه نورانی: جلجل، ناقوس لوله‌ای، چوبک، چلک
- علی ولی: طلبک، تاویل، قاشقک
- داوود علی: جوره، مرواس، ناقوس
- سهراب فرح منش: جینگ، ترکی، کرب، بشقابک
- علیرضا عزلتی: تالام، جاریگ، کوزه
- شهرام رضایی: دایره، سنج، زنگ، زنگ باستانی
- مهرداد فاضلی: تمبورین، انبرک، قوشانقرا
- آئین شاهرودی: طلبک آفریقایی، جهله، سنج انگشتی

#### عوامل دیگر
- همخوان‌ها: «بکتاش علوی»، «شریف غزل»، «آساره آستارکی»، «بابک شهرکی»، «وداد توحیدی»، «علی زارع»، «فضل‌الله شهرکی»، «محمدرضا کاظمی‌فر» و «شانی سوندار»
- مدیر تولید: رضا مهدوی
- ضبط: بهنام شهرکی
- خوشنویسی: سعید نقاشیان
- نظارت و مسترینگ دیجیتال: بابک شهرکی
- عکس: آئین شاهرودی
- طرح جلد: فخریه خادم العلم
- در جلد پشت آلبوم از فرزاد ادیبی، مریم مقدس و سمیه جعفری تشکر شده‌است.

## تقدیر شهردار قونیه
عماد توحیدی آهنگساز آلبوم قلندروار به عنوان نوازنده میهمان با ارکستر ترکیه به اجرا پرداخت و توسط شهردار قونیه و مقامات دولتی مورد تقدیر قرار گرفت. علیرضا افتخاری در این مراسم حضور نداشت.

## فروش
این آلبوم از پر فروش‌ترین آلبوم‌های تاریخ موسیقی ایران می‌باشد که فروش آن در ایران بیش ۱ میلیون و پانصد هزار نسخه تخمین زده می‌شود و این آلبوم در خارج از کشور نیز فروش بسیار خوبی داشته‌است. فروش این آلبوم ضمن اینکه کپی برداری‌ها و انتشارهای غیرقانونی چه در ایران و کشورهای دیگر حدود ۱/۵ میلیون نسخه است، که این آمار فقط تا حدود ۱ ماه بعد از انتشار آلبوم می‌باشد.
رکورد انتشار غیرقانونی و کپی آلبوم موسیقی مربوط به این آلبوم می‌باشد.

## خارج از کشور
مردم کشورهای آمریکا و کانادا از علیرضا افتخاری و عماد توحیدی برای برگزاری کنسرت قلندروار دعوت به عمل آوردند. این آلبوم پس از انتشار در کشورهای هند، پاکستان و عراق به صورت غیرقانونی منتشر شد.در کشورهای دیگری هم مانند مراکش، ترکیه پس از منتشر شدن آلبوم قرار بود به مدت ۳ شب کنسرتی به صورت ارکستر مانند برگزار شود و اجرای دیگر این آلبوم در کشورهای آفریقایی، در جشنواره‌های موسیقی آفریقا برگزار گردد اما به دلایل مختلفی تمامی ای اجرا و کنسرت‌ها لغو گردید.

## ویژگی‌ها
در این آلبوم بیش از ۶۵ ساز کوبه ای استفاده شده‌است و هیچ‌گونه ساز زهی و… در آلبوم به کار نبرده‌است. لحن خواندن علیرضا افتخاری در این آلبوم با بقیه آلبوم‌هایی که منتشر کرده‌است کاملاً تفاوت داشته‌است، افتخاری در این اثر سعی کرد با بهره‌گیری از موسیقی مناطقی چون جنوب (شروه خوانی) و صدایی متفاوت و البته حماسی، ظرفیت تازه‌ای از خود را بروز و ظهور دهد. در این آلبوم چند خواننده بوسنیایی (بکتاش علوی)، هندی (شریف غزل) و ایرانی این کار را همخوانی کرده‌اند.
توحیدی سعی کرده‌است در این اثر با استفاده از ریتم‌های موسیقی‌های نواحی ایران، آفریقا، آمریکای جنوبی، حوزه بالکان و شبه قاره هند و استفاده از خواننده و گروه همسرایان به عنوان خط ملودیک اثر به نوعی موسیقی فرامنطقه‌ای نزدیک شود که در آن هدف اصلی استفاده از ظرفیت‌های انواع موسیقی مناطق مختلف در جهت بیان و مقصود آهنگساز است.
در دی ماه سال ۱۳۹۴ پرفورمنسی از قطعه مشرق مطلق در تالار وحدت اجرا شد.

## جلسات نقد
چند جلسه برای نقد این آلبوم اختصاص داده شده بود که یکی از آن‌ها در تالار فرهنگسرای دانشجو تهران در ۲۶ آذر سال ۱۳۸۶ بود. چهره‌های زیادی از اهالی شعر و موسیقی در این نشست حضور داشتند که از آن میان می‌توان به نام‌هایی چون مصطفی کمال پورتراب، خسرو عامری‌فر (خواننده)، هنگامه اخوان (خواننده)، بامداد جویباری (شاعر)، مهدخت مخبر (ترانه‌سرا) اشاره کرد.

## قطعات
| نام ترانه  | ترانه‌سرا            | آهنگساز     | تنظیم کننده |
| ---------- | ------------------- | ----------- | ----------- |
| قلندروار   | ارفع کرمانی         | عماد توحیدی | بابک شهرکی  |
| آئینه دل   | ارفع کرمانی         | عماد توحیدی | بابک شهرکی  |
| پای پیاده  | فواد توحیدی         | عماد توحیدی | بابک شهرکی  |
| سلسله مو   | ارفع السادات توحیدی | عماد توحیدی | بابک شهرکی  |
| مشرق مطلق  | حامد حسین خانی      | عماد توحیدی | بابک شهرکی  |
| بوی زنجیر  | هادی سعیدی کیاسری   | عماد توحیدی | بابک شهرکی  |
| انعکاس سبز | ارفع کرمانی         | عماد توحیدی | بابک شهرکی  |
| تب و جنون  | هادی سعیدی کیاسری   | عماد توحیدی | بابک شهرکی  |

- قطعه مشرق مطلق به مناسبت سال پیامبر اکرم خوانده شد و به او تقدیم شد.
- قطعه تب و جنون به محمدحسین سرآهنگ از اساتید موسیقی افغانستان تقدیم شده‌است.